# 16189 Riehl
16189 Riehl este un asteroid din centura principală de asteroizi.

## Descriere
16189 Riehl este un asteroid din centura principală de asteroizi. A fost descoperit pe 8 ianuarie 2000 la Socorro, New Mexico, în cadrul proiectului LINEAR. Asteroidul prezintă o orbită caracterizată de o semiaxă mare de 2,91 ua, o excentricitate de 0,02 și o înclinație de 13,8° în raport cu ecliptica.